# 나탈리야 솔로구프
나탈리야 발레리예브나 솔로구프(벨라루스어: Наталля Валер'еўна Салагуб 나탈랴 발레리예우나 살라후프, 러시아어: Ната́лья Вале́рьевна Сологу́б, 1975년 3월 31일 ~ )는 벨라루스의 육상 선수로 주 종목은 단거리 달리기이다. 헬싱키에서 열린 2005년 세계 육상 선수권 대회 400m 계주에서 동메달을 획득했다.

## 도핑
2001년 세계 육상 선수권 대회 당시 도핑 검사 당시 노런드로스테론이 검출되었다. 이로 인해 2001년 8월부터 2003년 8월까지 선수 자격 정지 처분을 받았다.